# Chiroderma
El género Chiroderma lo forman un grupo de murciélagos frugívoros de América Central y del Sur pertenecientes a su vez a la familia de los Filostómidos.

## Especies
- Chiroderma doriae
- Chiroderma improvisum
- Chiroderma salvini
- Chiroderma trinitatum
- Chiroderma villosum

- Datos: Q2702286
- Multimedia: Chiroderma / Q2702286
- Especies: Chiroderma